# Tirà reial de Pelzeln
El tirà reial de Pelzeln (Conopias parvus) és un ocell de la família dels tirànids (Tyrannidae).

## Hàbitat i distribució
Habita boscos, clars, vegetació secundària i bosc obert de les terres baixes del sud-est de Colòmbia i sud de Veneçuela, Guaiana i nord del Brasil.